# 南真世
南 真世（みなみ まさよ、1983年4月27日 - ）は、静岡エフエム放送（K-mix）の元アナウンサー・パーソナリティである。

## 来歴・人物
- 和歌山県新宮市出身。
- 青山学院大学国際政治経済学部卒。
- 大学卒業後の2006年にエフエム徳島へ入社。入社後すぐに担当した夕方のワイド番組T-Crossは、在籍中の2年間を通してパーソナリティを務めた。
BEAT CRUSADERSのメンバーと仲がよく、エフエム徳島在籍時から、番組での共演が多い。T-Cross担当最終日には、メンバーと電話をつないで放送した。
- 2008年に三重エフエム放送へ移籍。
- 2011年3月末にて三重エフエム放送を退社。
- 2011年4月、静岡エフエム放送へ移籍。
- 2017年3月末にて静岡エフエム放送を退社。

## 現在の担当番組
2013年4月現在。
- 宮城聰の頭のなか - ナレーション（2013年4月6日-・土曜19:00-19:30）
- Morning Cafe "Amore"（2013年4月6日-・土曜28:30-29:30）

## 過去の担当番組

### エフエム徳島時代
- T-Cross
- サウンド・ウェーブ
- FM徳島ニュース

### エフエム三重時代
- READY!（月・火）
- RADIO Nova
- キュブレコ

### K-MIX時代
- K-MIX CARAMEL POCKET 月-木曜担当（2011年4月-2013年3月・9:30-12:55）
- K-MIX Studio 9 水曜担当（2012年4月-2013年3月・21:00-22:00）
- K-mix おひるま協同組合（2013年4月2日-2017年3月31日・月-木曜11:30-14:55）